# Кащела
Кащела (на хърватски: Kaštela) е град в Централна Хърватия, Сплитско-далматинска жупания.

## Общи сведения
Кащела се състои от седем града един до друг, разположени северозападно от Сплит на една ивица от почти 20 км по протежение на адриатическия бряг, които административно се считат за един град. Тези седем града са:
- Кащел Гомилица (Kaštel Gomilica);
- Кащел Камбеловац (Kaštel Kambelovac);
- Кащел Лукшич (Kaštel Lukšić);
- Кащел Нови (Kaštel Novi);
- Кащел Стари (Kaštel Stari);
- Кащел Сучурац (Kaštel Sućurac);
- Кащел Щафилич (Kaštel Štafilić).

Името си Kaštel („крепост“) градовете получават от изградените през XV-XVI в. покрай тази дълга крайбрежна полоса 13 укрепления за защита от османците. От тях са запазени седем на брой.

## Население
Населението на Кащела е 38 667 души (2011 г.).

## Забележителности
- Крепостта Стафилео (1508 г.), построена в Кащел Щафилич;
- Дворецът Чипико (1512 г.) в Кащел Нови;
- Дворецът Витури (1564 г.) в Кащел Лукшич;
- Дворецът Камби (1517 г.) в Кащел Камбеловац;
- Маслиново дърво на повече от 1500 години в Кащел Щафилич;[2]
- Библейската градина – парк с голямо разнообразие от растения, описани в Библията.[3]